# Nina Zimmer
Nina Zimmer (* 1973 in München) ist eine deutsche Kunsthistorikerin.

## Leben und Wirken
Nina Zimmer studierte in Bordeaux, Göttingen, Münster und Hamburg Kunstgeschichte, Romanistik und Medienwissenschaften. 2001 wurde sie an der Universität Göttingen mit einer Arbeit über Künstlerkollektive um 1960 promoviert. Von April 2001 bis August 2002 war sie als Stipendiatin des Landes Niedersachsen am Zentralinstitut für Kunstgeschichte (ZI) in München. Anschließend volontierte sie an der Kunsthalle Hamburg.
Ab 2006 war Zimmer Konservatorin für die Kunst des 19. Jahrhunderts und der klassischen Moderne am Kunstmuseum Basel und für zwei Jahre Vizedirektorin. Im August 2016 übernahm sie die Leitung des Kunstmuseums Bern, und zugleich wurde sie in einer Doppelfunktion Leiterin des Zentrum Paul Klee.
Vor ihrer Museumslaufbahn war sie 2002 Gastdozentin am Seminar für Kunstgeschichte der University of Chicago sowie 2004 Gastprofessorin für westliche Kunsttheorie an Koreas Nationaler Universität der Künste (Korea National University of Arts) in Seoul (Südkorea). Ihr Forschungsgebiet ist die Kunst des 19. und 20. Jahrhunderts.

## Publikationen (inklusive Herausgeberschaften und Redaktionen)
- SPUR und andere Künstlergruppen. Gemeinschaftsarbeit in der Kunst von 1960 zwischen Moskau und New York. Berlin 2002. (Dissertation)
- Jean Dubuffet in der Sahara. Ausst.-Kat. Hamburger Kunsthalle 2005.
- Soutine und die Moderne. Ausst.-Kat. Kunstmuseum Basel 2008.
- Andreas Gursky. Ausst.-Kat. Kunstmuseum Basel 2007.
- Vincent van Gogh, Die Landschaften. Kunstmuseum Basel 2009. (auch engl. u. frz.)
- Andy Warhol, The Early Years. Kunstmuseum Basel 2010.
- Kunstmuseum Basel – Die Meisterwerke. Basel 2011. (auch engl. u. frz.)

## Ausstellungen
- Standpunkt: Ingrid Beckmann. Hamburger Kunsthalle, 2004.
- Im Blickfeld Jean Dubuffet: Er hat die Sandalen ausgezogen. Hamburger Kunsthalle, 2005.
- Styles und Stile – Aktuelle Malerei aus Deutschland. Stadtgalerie, Sofia, 2005.
- Tino Sehgal – Diese Beschäftigung. Hamburger Kunsthalle, 2005.
- Andreas Gursky. Kunstmuseum Basel 2007.
- Soutine und die Moderne. Kunstmuseum Basel 2008.
- Vincent van Gogh – Zwischen Erde und Himmel: Die Landschaften. Basel 2009.
- Andy Warhol, The Early Years. Kunstmuseum Basel 2010.
- Renoir, Zwischen Bohème und Bourgeoisie: Die frühen Jahre. Kunstmuseum Basel 2012.